# Запобіжна муфта

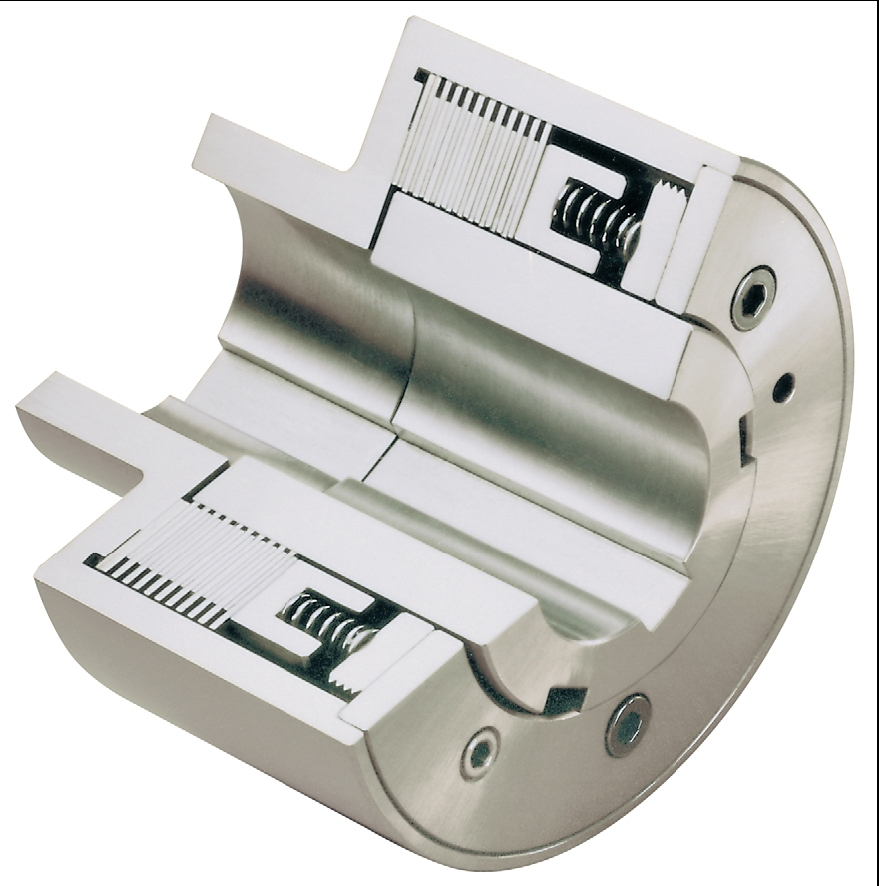
Запобіжна багатодискова фрикційна муфта

Запобі́жна му́фта — самодіюча муфта, напівмуфти якої роз'єднуються у разі перевершення обмеженого крутного моменту, що передається (перевантаженні) або швидкості обертання, тобто оберігає машину від поломки в разі порушення нормального режиму роботи.
У тих випадках, коли вплинути на динаміку привода шляхом встановлення пружної муфти немає можливості, величина та форма навантаження мають випадковий характер, і привод вимагає захисту від перевантажень, необхідно застосовувати запобіжні муфти, які розмикають кінематичний ланцюг при перевантаженні крутним моментом. Такі муфти бувають із ланками, що руйнуються, та з неруйнівними елементами.

## Класифікація
Розрізняють такі види запобіжних муфт граничного крутного моменту:
- муфти граничного моменту з елементами, що руйнуються, зазвичай штифтами або шпонками, що зрізуються при перевантаженні та підлягають заміні після спрацювання муфти;
- кулачкові[2], кулькові[3] та ін. муфти зачеплення, які утримуються у включеному стані пружинами, поки зростаючий момент не створить силу, здатну подолати зусилля пружини;
- фрикційні[4], в яких тиск між поверхнями тертя створюється пружинами, відрегульованими на передачу граничного моменту.

Запобіжні муфти, що обмежують швидкість обертання виконують зазвичай відцентровими. Відцентрові муфти служать для автоматичного з'єднання (роз'єднання) валів при досягненні ведучим валом заданої частоти обертання. Вони застосовуються для: забезпечення керування; розгону механізмів та машин, що мають значні махові моменти, двигунів з малими пусковими моментами; для підвищення плавності пуску.
Функції захисту машини від перевантаження виконують часто інші муфти, наприклад, гідродинамічні чи електромагнітні.

## Галерея зображень запобіжних муфт

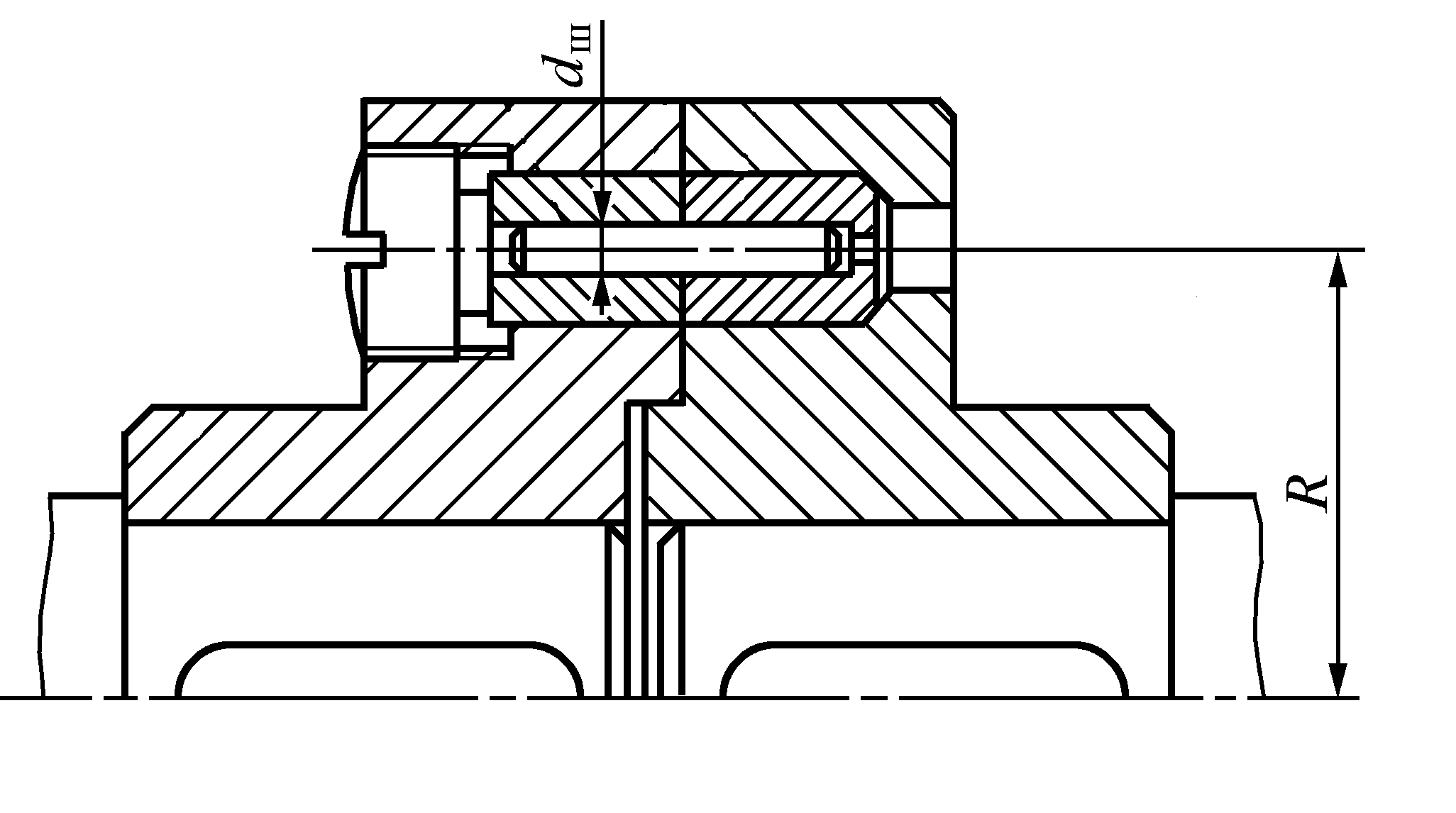
Муфта граничного моменту із штифтом, що руйнується
Конструкція пружинно-кулачкової муфти
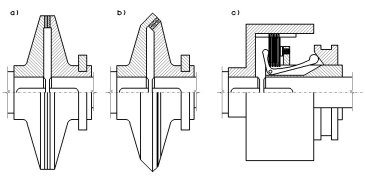
Конструкції фрикційних муфт: a) дискова; b) конусна c) багатодискова
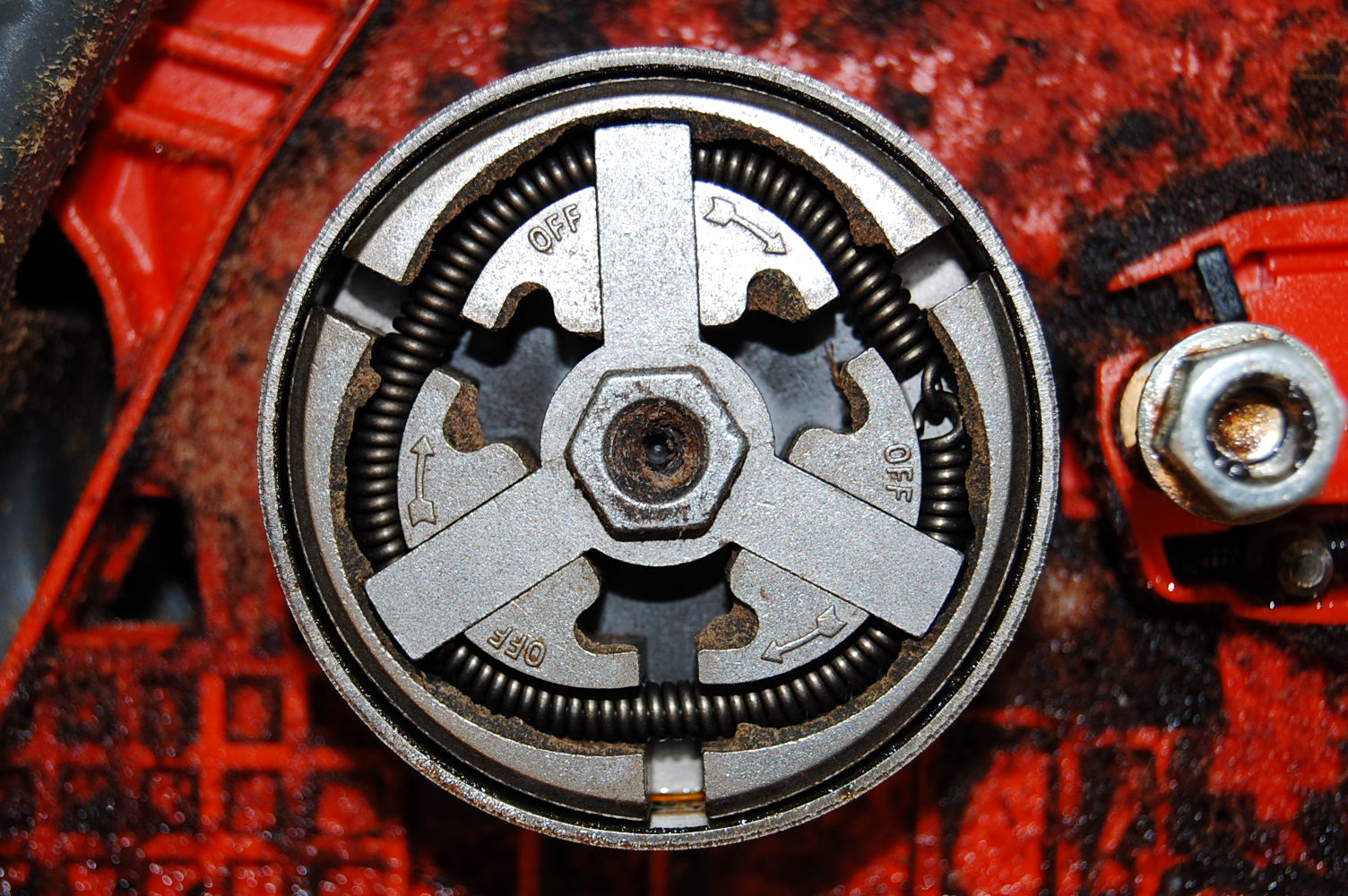
Відцентрова муфта бензопили